# Rudolf Eberstadt
Rudolf Eberstadt, född 8 juli 1856, död 9 juni 1922, var en tysk nationalekonom.
Eberstadt var professor i Berlin från 1907 och har mest gjord sig känd för sina arbeten att återföra stegringen av markvärdet i städerna till det allmänna och staten. Bland Eberstadts arbeten märks Der deutsche Kapitalmarkt (1901) och Hanbuch des Wohnungswesens und der Wohnungsfrage (1909, 2:a upplagan 1910).